# Jacek Piorunek
Jacek Piorunek (ur. 25 sierpnia 1965 w Łomży) – polski samorządowiec i prawnik, były wicestarosta łomżyński i wicewójt Wizny, w latach 2008–2014 i od 2024 członek zarządu województwa podlaskiego, w 2018 przewodniczący sejmiku podlaskiego.

## Życiorys
Absolwent I Liceum Ogólnokształcącego im. Tadeusza Kościuszki w Łomży oraz studiów prawniczych odbytych w Filii Uniwersytetu Warszawskiego w Białymstoku. W latach 1994–1996 odbył aplikację prokuratorską w jednostkach prokuratury w Łomży oraz w Białymstoku. W latach 1995–1998 pracował jako prawnik oddziału NSZZ „Solidarność” w Łomży, później także w Kolnie. Uzyskał uprawnienia radcy prawnego, był prezesem Stowarzyszenia Bezpieczna Ziemia Łomżyńska.
Jednocześnie działał jako samorządowiec: pełnił funkcję wicestarosty łomżyńskiego (1999–2002). Był w tym czasie przewodniczącym Komisji Polityki Europejskiej Związku Powiatów Polskich. Zaangażował się w tworzenie programu partnerskiego powiatu łomżyńskiego i powiatu Dingolfing-Landau w Bawarii. W latach 2002–2006 pełnił funkcję zastępcy wójta gminy Wizna. Trzykrotnie kandydował na stanowisko prezydenta Łomży: w 2002 z ramienia KWW „Samorząd 2002” (uzyskując 16,76% poparcia i zajmując 3. miejsce), później z ramienia Platformy Obywatelskiej: w 2010 (11,47% poparcia i 5. miejsce) i 2014 (16,07% poparcia i 3. miejsce, o 0,09 punktu procentowego mniej od przechodzącego do drugiej tury Mieczysława Czerniawskiego). Został członkiem PO, zasiadł w regionalnym zarządzie ugrupowania.
W 2004 kandydował bezskutecznie do Parlamentu Europejskiego, a w 2006 uzyskał mandat radnego sejmiku podlaskiego z okręgu łomżyńskiego. Ponownie wybierany w przedterminowych wyborach w 2007, a także w 2010, 2014, 2018 i 2024. Od 2008 do 2014 wchodził w skład zarządu województwa. W latach 2014–2018 pozostawał wiceprzewodniczącym sejmiku. Na przełomie 2017 i 2018 został przewodniczącym klubu radnych PO. W marcu 2018 został ogłoszony kandydatem koalicji PO-PSL na przewodniczącego sejmiku po odwołaniu Jarosława Dworzańskiego, który w grudniu 2017 wystąpił z PO. W maju bezskutecznie głosowano nad powołaniem go na to stanowisko, czemu przeszkodziły problemy techniczne z pilotem do głosowania. Ostatecznie wybrany na nowego szefa sejmiku 18 czerwca 2018 w drugim głosowaniu, pełnił tę funkcję do końca V kadencji. 22 listopada 2018 jego następcą został Karol Pilecki. W 2019 bez powodzenia kandydował do Sejmu. W maju 2024 został wybrany na członka zarządu województwa VII kadencji.

## Życie prywatne
Żonaty, ma dwoje dzieci. Deklaruje znajomość języka angielskiego i niemieckiego. Zamieszkał w Łomży.